# 金相福 (軍人)
金 相福（キム・サンボク、김상복、1923年11月9日 - 不詳）は大韓民国の軍人。最終階級は陸軍中将。第3共和国体制で第17代参謀次長、26代内務部次官、2代大統領政務首席秘書官を務めた。カトリック教徒で洗礼名はヨセフ。

## 経歴
平安南道安州出身。1944年に奉天医科大学（現・中国医科大学）卒業後、満洲国軍司薬少尉として終戦を迎える
。帰国後、1946年3月23日付で軍事英語学校第1期卒業、任参尉（軍番10076番）。警備隊第1連隊医務部（部長・朴東均正尉）補佐官として勤務を開始する。
その後転科し、朝鮮戦争勃発時は陸軍本部調達監であったが、翌年前線に転じ、1952年より第2砲兵団長を経て、砲兵戦力の強化人員として「16人の砲兵将星」の一人に選抜され、光州砲兵学校で3か月の基礎訓練を受けたのち米国に留学、帰国後は第1軍団砲兵司令官。
停戦後は第20師団長、第3師団長を歴任。国防部管理局長であった際、5・16軍事クーデターで軍を追われ、石油公社社長に就任したが、1か月で呼び戻されて米参謀大学に留学、1963年に第2訓練所所長、第1軍団長、第2軍団長を経て参謀次長に就任。しかし数週間足らずで内務部次官、さらに大統領政務首席秘書官に電撃抜擢される。青瓦台襲撃未遂事件を受け、郷土防衛・対スパイ作戦に長けた人材と見なされた事が背景とされる。
1971年より韓国電力公社社長、全経連理事、新東亜火災保険（現・ハンファ損害保険
）会長を務めた。

## 年譜
- 1946年：軍事英語学校第1期卒業、任少尉。
- 1950年5月1日：陸軍本部調達監
- 1951年12月：第8師団附？
- 1952年
  - 第2砲兵団長
  - 10月：光州砲兵学校入学
- 1953年5月11日：第1軍団砲兵司令官（～1953年9月25日）[9]
- 1954年10月1日：陸軍本部人事局長（～1955年7月15日）[10]
- 1955年：第20師団長
- 1956年：国防大学院入学（～1957年）
- 1957年8月：第3師団長
- 1959年6月2日：軍事発展局長
- 時期不明：国防部管理局長（～1961）
- 1961年
  - 5月[11]：失職、大韓石油公社社長
  - 6月[11]：復帰、少将
- 1963年
  - 年月不明　米参謀大学修了[12]
  - 8月[11]：第2訓練所所長
- 1964年8月[11]：第1軍団長
- 1965年2月26日：第2軍団長
- 1966年7月18日：国防部管理次官補[13]
- 1968年
  - 2月15日：参謀次長
  - 2月26日：予備役編入、内務部次官
- 1969年4月12日：大統領府政務首席秘書官（～1971年7月9日）
- 1971年7月22日：韓国電力社長
- 1973年：新東亜火災保険会長